# Jayhawks du Kansas
Les Jayhawks du Kansas (en anglais : Kansas Jayhawks) sont un club omnisports universitaire de l'université du Kansas située à Lawrence (Kansas) au Kansas.
Les équipes sportives des Jayhawks participent aux compétitions universitaires organisées par la National Collegiate Athletic Association en tant que membre de la Big 12 Conference.

## Origine du surnom
Le « Jayhawk » est un oiseau imaginaire, sorte de mélange entre le geai bleu et la crécerelle. Les Jayhawkers sont aussi le nom adopté par les membres de bandes de brigands et abolitionnistes pendant la guerre de Sécession au Kansas.
De nos jours, le Jayhawk correspond à un des surnoms des habitants du Kansas.

## Football américain
Le programme de football américain commence ses activités en 1890.
Ses rivaux les plus anciens sont les Tigers du Missouri. La première opposition entre les deux formations date de 1891. Longtemps surnommé Border War, ce match est rebaptisé Border Showdown après les attentats du 11 septembre 2001.
Le Border Showdown 2007 prend une envergure nationale puisqu'il met en présence les Jayhawks du Kansas classé no 2 et les Tigers du Missouri respectivement no 2 et 4 du pays. Les Jayhawks perdent 28 à 36 ce match historique disputé devant 80 537 spectateurs, mais remportent le 3 janvier 2008 l'Orange Bowl disputé à Miami contre les Hokies de Virginia Tech .
Deux joueurs intronisés au Pro Football Hall of Fame faisaient partie de cette équipe :
- John Riggins, running back, joueur professionnel avec les Jets de New York et les Redskins de Washington ;
- Gale Sayers, running back et retourneur, joueur professionnel avec les Bears de Chicago.

## Basket-ball
L'équipe de basket-ball revendique cinq titres nationaux NCAA (1922, 1923, 1952, 1988, 2008 et 2022) malgré six défaites en finale (1940, 1953, 1957, 1991, 2003 et 2012). L'inventeur du basket-ball (également entraîneur), James Naismith, et l'un des joueurs légendaires de ce sport, Wilt Chamberlain, ont joué pour les Jayhawks du Kansas. L'équipe a atteint le Final Four à treize reprises et remporté 53 titre de conférence en 103 saisons. Depuis la création de la Big 12 Conference en 1996, Kansas a remporté 15 titres de cette conférence en 19 saisons. Le 11 mars 2010, les Jayhawks obtiennent leur 2000e victoire et deviennent la troisième équipe à franchir ce cap.
De nombreux joueurs ont ensuite joué au sein de la NBA, notamment Wilt Chamberlain, Danny Manning, Paul Pierce, Drew Gooden et Mario Chalmers.

## Palmarès national
- Athlétisme masculine en extérieur : 1959, 1960 et 1970
- Athlétisme masculine en salle : 1966, 1969 et 1970
- Basket-ball masculin : 1922, 1923, 1953, 1988, 2008 et 2022
- Bowling masculin : 2004
- Cross Country masculin : 1953